# 松浦行真
松浦 行真（まつうら こうしん、1923年1月24日 - 1991年4月25日）は、大阪市出身の日本の作家、産経新聞記者、浄土宗の僧侶。

## 略歴
大阪市生まれ。大正大学二年修了。1946年産経新聞入社、のちフリー。『風が燃えた』『熱い嵐』は、1978－79年にテレビドラマ化された。

## 著書
- 『激流百年 井伊直弼・岩倉具視・伊藤博文』サンケイ新聞社出版局 1969
- 『非命の宰相 原敬・高橋是清・近衛文麿』サンケイ新聞社出版局 1969
- 『人間・水野成夫』サンケイ新聞社出版局 1973
- 『風が燃えた　伊藤博文』集英社 1978
- 『熱い嵐 高橋是清の生涯』集英社 1979
- 『混迷の知恵 遠すぎた島ガダルカナル』情報センター出版局 1984
- 『伝弘の生涯 大僧正岩井智海伝』大東出版社 1991